# Espacio y Tiempo
Espacio y Tiempo (Space and Time) son dos "minisodios" benéficos de la serie británica de ciencia ficción Doctor Who. Los dos se emitieron el 18 de marzo de 2011, como parte de la teletón Red Nose Day de Comic Relief. Forman una historia en dos partes.

## Argumento

### Espacio
Amy Pond está intentando llamar la atención del Undécimo Doctor mientras este arregla la TARDIS. Ella descubre que su marido Rory Williams está ayudando al Doctor a instalar acoplamientos termales bajo el suelo de cristal de la TARDIS. Rory y Amy entonces inician una pequeña pelea, cuando la TARDIS de repente se sacude y las luces se apagan. El Doctor le pregunta a Rory si se le cayó algún acoplamiento termal, lo que Rory admite disculpándose. Amy también se disculpa y, en la confusión del Doctor, explica que Rory le estaba mirando la falda a través del suelo de cristal cuando se le cayó el acoplamiento termal. El Doctor entonces se da cuenta de que han aterrizado por "materialización de emergencia", en el sitio más seguro del espacio disponible. Las luces vuelven, y revelan otra TARDIS dentro de la sala de control: la TARDIS se ha materializado dentro de ella misma. El Doctor, experimentando, abre la puerta de la TARDIS interior y entra por ella, apareciendo por la puerta exterior de la sala de control. Entonces, el Doctor le dice a Amy y Rory que están atrapados en un "bucle espacial" y que nada podrá entrar o salir de la TARDIS nunca más. Pero a pesar de las palabras del Doctor, aparece otra Amy por la puerta externa de la TARDIS diciendo, "Vale, chicos, ahora es cuando se complica".

### Tiempo
La otra Amy revela que es de unos momentos en el futuro, y que puede contactar con la actual TARDIS exterior porque "el escudo exterior de la TARDIS se ha desplazado en el futuro". La otra Amy sabe lo que decir porque, desde su perspectiva, está repitiendo lo que ella misma se oyó decir antes. El Doctor entonces envía a la Amy actual en la TARDIS dentro de la TARDIS, para "mantener la línea temporal". Las dos Amys se toman un tiempo para flirtear la una con la otra antes de que la actual se marche, para la exasperación del Doctor. Sin embargo, poco después de que la Amy actual se ha ido, Rory y Amy entran por la puerta de la TARDIS exterior, explicando que el Doctor de su perspectiva, les acaba de mandar a la TARDIS interior. El Doctor actual vuelve a mandar al Rory actual y la Amy "ahora actual" a la TARDIS interior. Después explica que creará una "implosión temporal controlada" para "resetear la TARDIS", pero para hacerlo debe saber qué nivel usar en el panel de control. Momentos después de hablar, otro Doctor aparece por la TARDIS interior y le dice que use "la palanca bamboleante", que activa rápidamente, y después entra rápidamente a la TARDIS interior para decirle a su yo pasado qué planaca usar. La TARDIS interior se desmaterializa, mientras la TARDIS exterior (que es la misma) hace lo mismo. El Doctor le asegura a Amy y Rory que vuelven a "volar con normalidad", y después le aconseja a Amy que "se ponga unos pantalones".

## Producción
Doctor Who y su spin-off The Sarah Jane Adventures habían producido especiales para Comic Relief, en los dos casos parodias cómicas. En esta ocasión, Espacio y Tiempo se consideran canónicos, como afirmó Moffat en Doctor Who Magazine, al ser dos "minisodios" al estilos de los producidos anteriormente para Children in Need. Los describió como "Un momento de la vida a bordo de la TARDIS. Pero obviamente esa vida te lleva en un terrible peligro, amenazando toda la causalidad. Como estoy seguro que ocurre todos los días cuando se levantan y toman su café..." La idea de una TARDIS dentro de la TARDIS ya se había explorado en The Time Monster (1972) y Logopolis (1980), aunque en ambas ocasiones era la TARDIS de El Amo.

## Emisión y recepción
Espacio y Tiempo se emitieron durante la teletón Red Nose Day de Comic Relief el 18 de marzo de 2011. La teletón tuvo una audiencia de 10,26 millones de espectadores. Después la BBC publicó los minisodios en su canal oficial de YouTube. Se incluirían posteriormente como extras en la compilación en DVD y Blu-Ray de la sexta temporada, el 21 de noviembre de 2011.
Respecto a la crítica, Lucy Mangan de The Guardian respondió positivamente, notando que "logra brillantemente llegar a todo Whovian de todos los espectros demográficos, dentro del espacio de dos diminutas entregas". Christopher Bahn de The A.V. Club opinó que las dos Amys fueron "mucho más divertidas de ver" que las dos de La chica que esperó de la sexta temporada. Teresa Jusino de Tor.com, que se había mostrado positiva hacia el personaje de Amy en el pasado, quedó decepcionada porque el final de los minisodios descansó en "un humor sexista demasiado fácil y anticuado". Citó el hecho de que Rory tirara el acoplamiento y culpara a la falda de Amy en lugar de a sí mismo, lo que implicaba que ella tenía "la responsabilidad de taparse, porque 'los hombres son así'". En Who is the Doctor, una guía de la serie moderna, Robert Smith escribió que el episodio fue "agradable, con una trama perfecta, y termina exactamente donde debería, antes de que tenga la oportunidad de hacerse pesado". Dijo que los episodios usaron a Amy bien, ya que no la hicieron desagradable. Por otro lado, el coautor del libro Graeme Burk dijo que la historia era "derivativa y perezosa" y una "oportunidad perdida", pensando que Moffat pudo haber escrito algo mejor y más divertido. Como Jusino, pensó que el "humor machorro" estaba "fuera de lugar", dejando fuera a una amplia parte de la audiencia, y llevando a la última frase sexista "¡Pond, ponte unos pantalones!" A pesar de esto, a ambos les gustó la escena en la que Amy flirteaba consigo misma.